# Centro Espacial de Alcântara
Centro Espacial de Alcântara (CEA), anteriormente conhecido como Centro de Lançamento de Alcântara, é um espaçoporto da Agência Espacial Brasileira no município de Alcântara, localizada na costa atlântica norte do Brasil, no estado do Maranhão.
É operado pelo Comando da Aeronáutica da Força Aérea Brasileira. O CLA é a base de lançamento mais próxima da linha do equador. Isso confere ao local de lançamento uma vantagem significativa no lançamento de satélites geossíncronos, atributo compartilhado pelo Centro Espacial da Guiana.
A construção da base começou em 1982. O primeiro lançamento ocorreu em 21 de fevereiro de 1990, quando o foguete de sondagem Sonda 2 XV-53 foi lançado. Em 22 de agosto de 2003, a explosão do terceiro VLS-1 (XV-03) matou 21 pessoas.
Há também planos para o lançamento de vários foguetes internacionais de Alcântara. Em 2003, foram assinados contratos para o lançamento dos foguetes ucranianos Tsyklon-4 e israelenses Shavit; além disso, existem outros planos para lançar o foguete russo Proton. No início de 2018, o governo brasileiro ofereceu a possibilidade de uso do espaçoporto para várias empresas estadunidenses. A empresa Virgin Orbit, foi selecionada para voar seu foguete LauncherOne de Alcântara no primeiro semestre de 2022.

## Histórico

### Criação
O dia 1° de março de 1983 é considerada a data oficial de inauguração do CLA – quando foi ativado o Núcleo do Centro de Lançamento de Alcântara (NUCLA), com a finalidade de proporcionar apoio logístico e de infraestrutura local, assim como garantir segurança à realização dos trabalhos a serem desenvolvidos na área do futuro centro espacial no Brasil. Apenas em novembro de 1989 o CLA se tornou efetivamente operacional, quando, na "Operação Pioneira", os primeiros foguetes do tipo SBAT foram lançados.
O CLA foi criado como alternativa ao Centro de Lançamento da Barreira do Inferno (CLBI), localizado no estado do Rio Grande do Norte, pois o crescimento urbano em seus arredores não permitia ampliações da base.

### Acidente de 2003

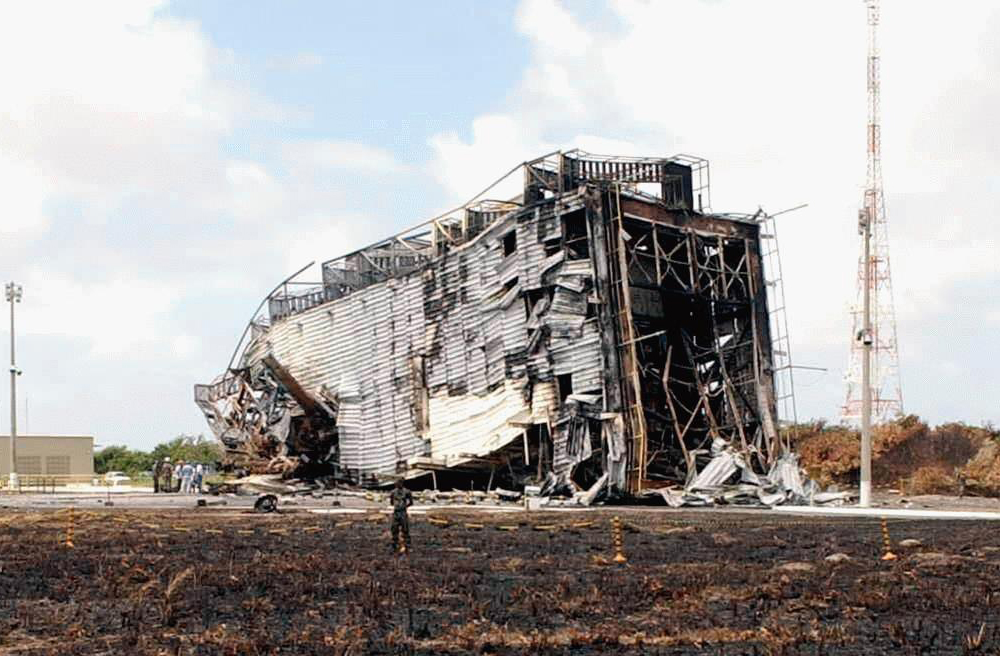
Destroços da estrutura de lançamento do VLS após o acidente de Alcântara

Em 22 de agosto de 2003, o VLS-1 V03 (Veículo Lançador de Satélites) brasileiro explodiu por volta das 13h30 min (hora local) na base de Alcântara, três dias antes do lançamento, matando 21 técnicos, engenheiros e cientistas. Decorrido cerca de um ano, investigações apontaram uma descarga elétrica, de origem indeterminada, como causa da explosão. O objetivo da missão era colocar o microssatélite meteorológico SATEC do Instituto Nacional de Pesquisas Espaciais e o nanosatélite Unosat da Universidade do Norte do Paraná em órbita circular equatorial a 750 km de altitude.

### Boicote estadunidense ao foguete brasileiro em 2009
Em 2011, o WikiLeaks revelou que o governo dos Estados Unidos quer impedir a criação de um programa de produção de foguetes espaciais brasileiros. Por isso as autoridades estadunidenses pressionam parceiros dos brasileiros nessa área (como a Ucrânia) para não transferir tecnologia do setor ao país. A restrição dos Estados Unidos está registrada em telegrama que o Departamento de Estado enviou à sua embaixada em Brasília, em janeiro de 2009, onde escreve: "Não apoiamos o programa nativo dos veículos de lançamento espacial do Brasil. ... Queremos lembrar às autoridades ucranianas que os EUA não se opõem ao estabelecimento de uma plataforma de lançamentos em Alcântara, contanto que tal atividade não resulte na transferência de tecnologias de foguetes ao Brasil" Os Estados Unidos também não permitem o lançamento de satélites norte-americanos (ou fabricados por outros países mas que contenham componentes estadunidenses) a partir do Centro de Lançamento de Alcântara, "devido à nossa política, de longa data, de não encorajar o programa de foguetes espaciais do Brasil", conforme outro documento confidencial divulgado.

### Acordo com os Estados Unidos em 2019
Em outubro de 2019, a Câmara dos deputados aprovou o acordo no qual os Estados Unidos utilizam a área para pesquisa científica e lançamento de foguetes,  espaçonaves e satélites que utilizam tecnologias norte-americanas a partir da base brasileira. Em novembro de 2019 o Senado Federal publicou o decreto aprovando o texto sobre salvaguardas tecnológicas relacionadas a participação dos Estados Unidos da América em lançamentos a partir da Base de Alcântara.

## Características

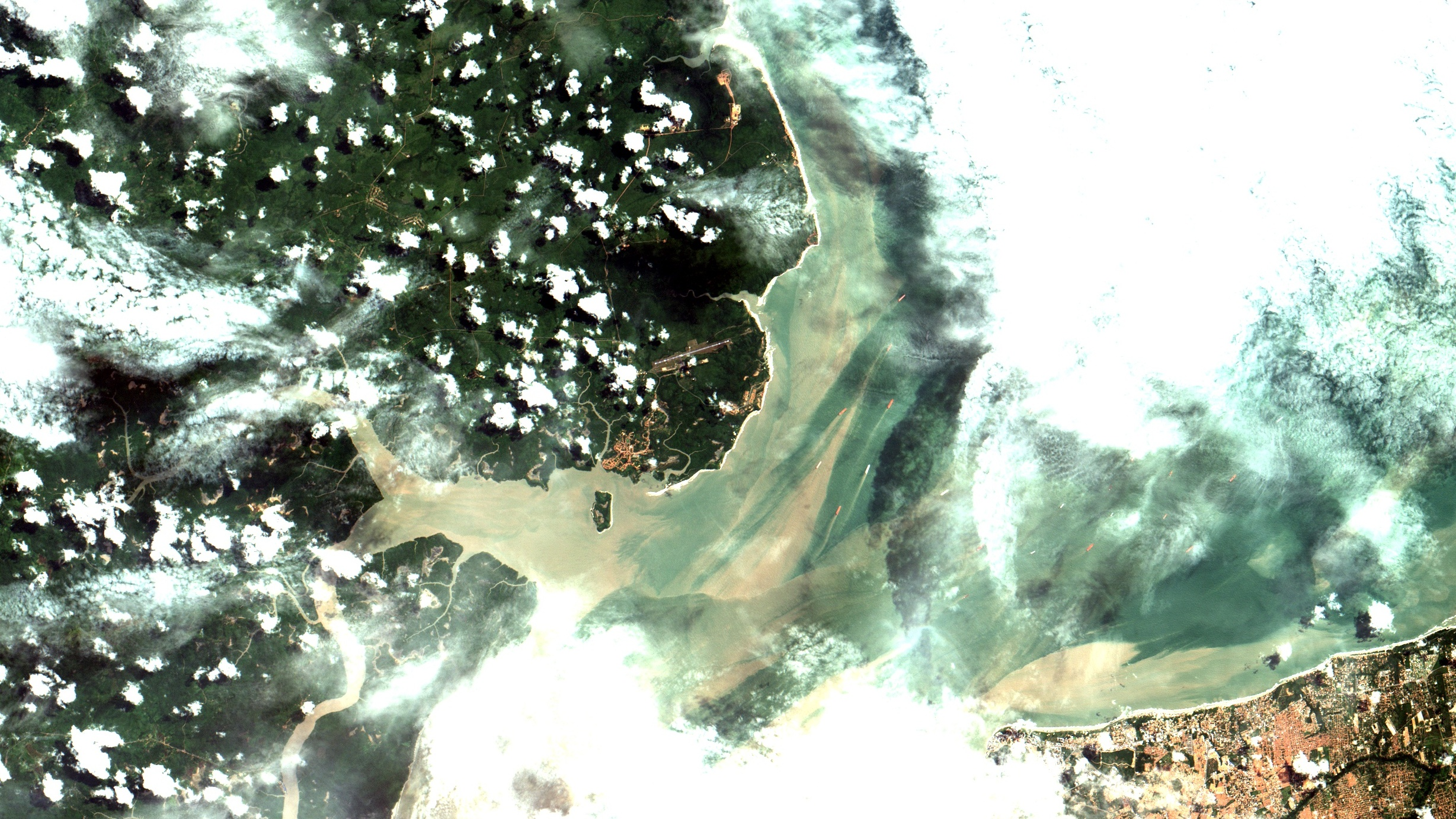
Imagem de satélite do CLA

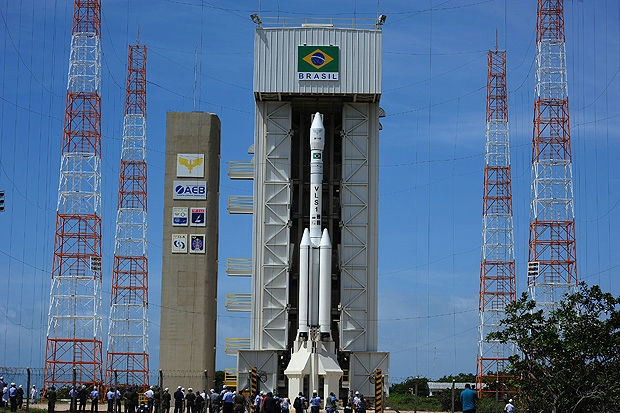
A Torre Móvel de Integração é usada para lançar o VLS-1

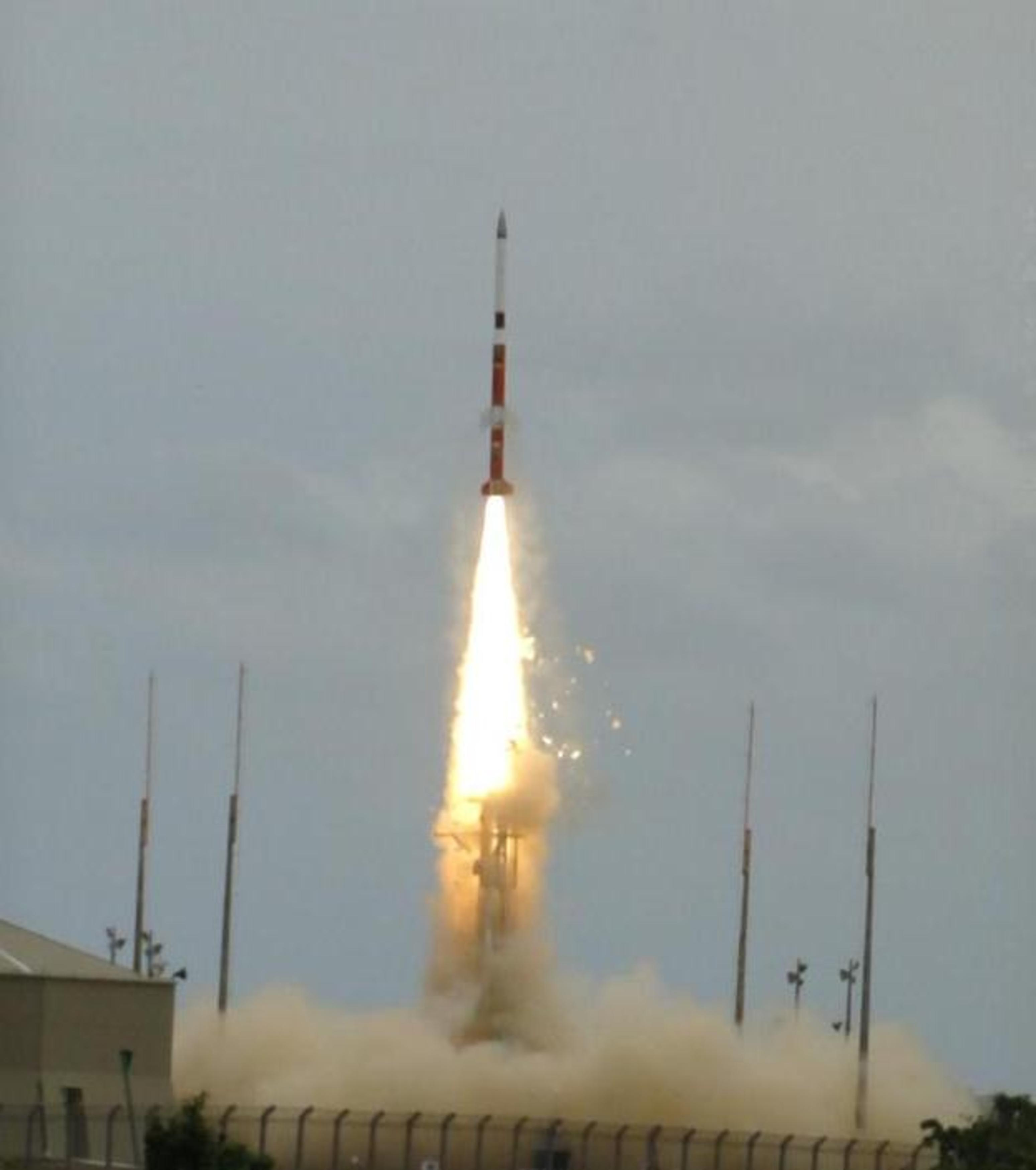
Lançamento do foguete brasileiro de médio porte VSB-30 V07, 12 de dezembro de 2011

O CLA está situado na latitude 2°18’ sul, e tinha originalmente uma área de 620 km², no município de Alcântara, a 32 km de São Luís, capital do estado brasileiro do Maranhão.
Devido à proximidade com a linha do equador, o consumo de combustível para o lançamento de satélites é menor em comparação com bases em latitudes maiores.  No âmbito do mercado das missões espaciais internacionais, o CLA se tornará provavelmente o único concorrente do Centro Espacial de Kourou, na Guiana Francesa. Ao contrário deste, entretanto, o centro brasileiro não opera lançamentos constantes (ainda não lançou nenhum satélite) em razão de atrasos logísticos e tecnológicos.
- A proximidade da base com a linha do equador (2 graus e 18 minutos de latitude sul): a velocidade de rotação da Terra na altura do Equador, auxilia o impulso dos lançadores e assim favorece a economia do propelente utilizado nos foguetes sendo estimada uma economia em até 30 % de combustível.
- A disposição da península de Alcântara: permite lançamentos em todos os tipos de órbita, desde as equatoriais (em faixas horizontais) às polares (em faixas verticais), e a segurança das áreas de impacto do mar que foguetes de vários estágios necessitam ter.
- A área do Centro: a baixa densidade demográfica possibilita a existência de diversos sítios para foguetes diferentes.
- As condições climáticas: o clima estável, o regime de chuvas bem definido e os ventos em limites aceitáveis tornam possível o lançamento de foguetes em praticamente todos os meses do ano.
- A base é considerada uma das melhores do mundo pela sua localização geográfica, por estar a dois graus da linha do Equador.

### Instalações
- Prédio de preparação de propulsores (motores)
- Prédio de preparação da carga útil (experimentos científicos/tecnológicos ou satélites)
- Prédio de carregamento de propelente líquido
- Prédios de apoio (onde o foguete pode ser guardado)
- Plataformas de Lançamento (onde o foguete é lançado)
- Centro de Controle Avançado (casamata).
- Base aérea com pista de pouso pavimentada e sinalizada, e pátio de aeronaves.

#### Plataformas de lançamento
As plataformas de Alcântara incluem:
- VLS Pad (com Torre móvel de integração – TMI)
- MRL Pad (plataforma de sonoridade geral de foguetes)
- Pad "Universal" (plataforma para foguetes de até 10 toneladas)
- ACS Pad (plataforma para o Cyclone-4, em construção)

## Lista de lançamentos
| Data                      | Veículo           | Missão                         | Resultado | Altitude                                    |
| ------------------------- | ----------------- | ------------------------------ | --------- | ------------------------------------------- |
| 1 de dezembro de 1985     | VLS-R1            | Teste de lançamento do VLS     | Falhou    | Falha em voo, apogeu de 10 km               |
| 18 de maio de 1989        | VLS-R2            | Teste de lançamento do VLS     | Sucesso   | 50 km                                       |
| 21 de fevereiro de 1990   | Sonda 2 XV-53     | Alcântara Ionosfera            | Sucesso   | 101 km                                      |
| 26 de novembro de 1990    | Sonda 2 XV-54     | Manival Ionosfera              | Sucesso   | 91 km                                       |
| 9 de dezembro de 1991     | Sonda 2 XV-55     | Aguas Belas Ionosfera          | Sucesso   | 88 km                                       |
| 1 de junho de 1992        | Sonda 3 XV-24     | Aeronomy                       | Sucesso   | 282 km                                      |
| 31 de outubro de 1992     | Sonda 2 XV-56     | Ponta de Areia Ionosfera       | Sucesso   | 32 km                                       |
| 22 de março de 1993       | Sonda 2 XV-57     | Maruda Ionosfera               | Sucesso   | 102 km                                      |
| 2 de abril de 1993        | VS-40 PT-01       | VS-40 Test                     | Sucesso   | 950 km                                      |
| 19 de agosto de 1994      | Nike Orion        | MALTED/CADRE Ionosfera         | Sucesso   | 140 km                                      |
| 20 de agosto de 1994      | Nike Orion        | MALTED/CADRE Ionosfera         | Sucesso   | 140 km                                      |
| 24 de agosto de 1994      | Nike Orion        | MALTED/CADRE Ionosfera         | Sucesso   | 140 km                                      |
| 25 de agosto de 1994      | Nike Orion        | MALTED/CADRE Ionosfera         | Sucesso   | 140 km                                      |
| 9 de setembro de 1994     | Black Brant       | Ionosfera                      | Sucesso   | 250 km                                      |
| 21 de setembro de 1994    | Black Brant       | Ionosfera                      | Sucesso   | 250 km                                      |
| 23 de setembro de 1994    | Nike Tomahawk     | Ionosfera                      | Sucesso   | 270 km                                      |
| 23 de setembro de 1994    | Nike Tomahawk     | Ionosfera                      | Sucesso   | 270 km                                      |
| 24 de setembro de 1994    | Nike Tomahawk     | Ionosfera                      | Sucesso   | 270 km                                      |
| 24 de setembro de 1994    | Nike Tomahawk     | Ionosfera                      | Sucesso   | 270 km                                      |
| 6 de outubro de 1994      | Black Brant       | Ionosfera                      | Falhou    | 250 km                                      |
| 14 de outubro de 1994     | Black Brant       | Guará H.Alt Spread F Ionosfera | Sucesso   | 956 km                                      |
| 15 de outubro de 1994     | Black Brant       | Ionosfera                      | Sucesso   | 250 km                                      |
| 28 de abril de 1997       | VS-30 XV-01       | Teste do VS-30                 | Sucesso   | 128 km                                      |
| 2 de novembro de 1997     | VLS-1 V01         | VLS-1                          | Falhou    | Destruído durante o lançamento              |
| 21 de março de 1998       | VS-40             | Teste do VS-40                 | Sucesso   | 900 km                                      |
| 15 de março de 1999       | VS-30 XV-04       | Operação San Marcos            | Sucesso   | 128 km                                      |
| 11 de dezembro de 1999    | VLS-1 V02         | SACI-2                         | Falhou    | 10 km (destruído por segurança de alcance)  |
| 6 de fevereiro de 2000    | VS-30 XV-05       | Lençóis Maranhenses            | Sucesso   | 148 km                                      |
| 21 de agosto de 2000      | VS-30/Orion XV-01 | Baronesa                       | Sucesso   | 315 km                                      |
| 23 de novembro de 2002    | VS-30/Orion XV-02 | Piraperna Ionosfera            | Sucesso   | 434 km                                      |
| 1 de dezembro de 2002     | VS-30 XV-06       | Cumã                           | Falhou    | 145 km                                      |
| 22 de agosto de 2003      | VLS-1 XV-03       | SATEC                          | Falhou    | (Explodiu no chão)                          |
| 23 de outubro de 2004     | VSB-30 XV-01      | Teste Cajuana                  | Sucesso   | 100 km                                      |
| 23 de outubro de 2004     | VSB-30 V01        | Teste do VSB-30                | Sucesso   | 259 km                                      |
| 19 de julho de 2007       | VSB-30 V04        | Cumã II                        | Sucesso   | 242 km                                      |
| 29 de maio de 2009        | Orion             | Maracati 1                     | Sucesso   | 93 km                                       |
| 10 de agosto de 2009      | FTB               | FogTrein I                     | Sucesso   | [ 21 ]                                      |
| 12 de dezembro de 2010    | VSB-30 V07        | Maracati 2                     | Sucesso   | 242 km (carga recuperada)                   |
| 8 de dezembro de 2012     | VS-30/Orion V.10  | Iguaiba                        | Sucesso   | 52 km                                       |
| 9 de agosto de 2013       | FTB               | Operação Falcão                | Sucesso   | 32 km                                       |
| 9 de maio de 2014         | FTB               | Operação Águia I               | Sucesso   | [ 25 ]                                      |
| 21 de agosto de 2014      | FTI               | Operação Águia II              | Sucesso   | [ 26 ]                                      |
| 1 de setembro de 2014     | VS-30 V.13        | Operação Raposa                | Sucesso   | Teste de motor líquido L-5                  |
| 12 de setembro de 2018    | VS-30 V.14        | Operação MUTITI                | Sucesso   | 120 km                                      |
| 22 de maio de 2019        | FTB               | Operação Águia I/2019          | Sucesso   | 2 lançadores                                |
| 25 de junho de 2020       | FTB               | Operação Falcão I/2020         | Sucesso   | 30 km                                       |
| 23 de novembro de 2021    | FTI               | Operação Águia III             | Sucesso   | ~60 km                                      |
| 14 de dezembro de 2021    | VSB-30/14-X S     | Operação Cruzeiro              | Sucesso   | 280 km                                      |
| 01 de junho de 2022       | FTB               | Operação Falcão I/2022         | Sucesso   | 30 km                                       |
| 23 de outubro de 2022     | VSB-30            | Operação Santa Branca          | Sucesso   | Plataforma Suborbital de Microgravidade PSM |
| 19 de março de 2023       | Hanbit-TLV        | Operação Astrolábio            | Sucesso   | SISNAV                                      |
| Fonte: Astronautix (2010) |                   |                                |           |                                             |

### Presença de quilombolas
Na época da criação do centro espacial, a região era habitada por várias comunidades quilombolas, cerca de 2 mil pessoas; durante a ditadura militar, foram compulsoriamente retiradas e transferidas a vilas de baixa qualidade localizadas a 14 km de Alcântara. o que causou décadas de críticas e controvérsias. Em setembro de 2024, no entanto, o governo federal, por meio da Advocacia-Geral da União, assinou um termo de conciliação com as comunidades quilombolas do município de Alcântara (MA), pondo fim a uma disputa de 40 anos pela área no entorno do centro espacial permitindo a titulação integral do território quilombola de Alcântara e a consolidação da área atual do CLA.